# ال دونسییو (کاکئتا)
ال دونسییو (کاکئتا) (به اسپانیایی: El Doncello‌) یک سکونتگاه مسکونی در کلمبیا است که در بخش کاکئتا واقع شده‌است.